# Wiener Philharmoniker
Die Wiener Philharmoniker setzen sich aus Mitgliedern des Wiener Staatsopernorchesters zusammen und gelten als eines der führenden Orchester der Welt. 2006 und 2007 wurden sie von „Musikkritikern der bedeutendsten europäischen Fachzeitschriften und Radiosender“, unter Führung der Monatszeitschrift Le Monde de la musique, zum besten Orchester Europas gewählt. 2008 wurde das Orchester vom Klassikmagazin Gramophone in dessen Dezemberausgabe (weltweit) auf Platz 3 gesetzt.

## Geschichte

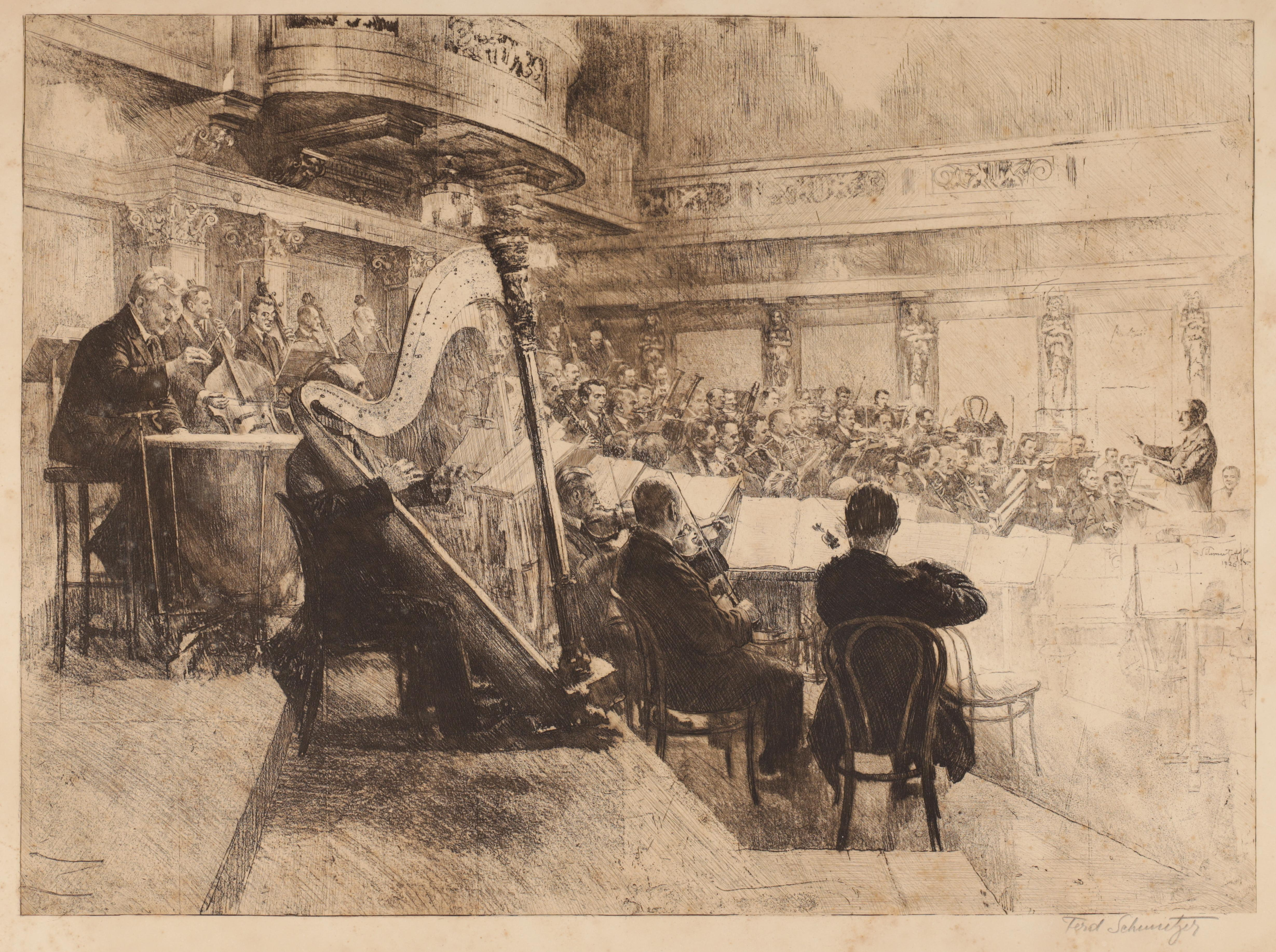
Wiener Philharmoniker während einer Konzertprobe im Musikverein (1926). Als Dirigent steht den damaligen Musikern Felix von Weingartner vor.

Das erste Konzert der Wiener Philharmoniker fand als in der Allgemeinen Wiener Musik-Zeitung von August Schmidt angekündigte „Philharmonische Academie“ am 28. März 1842 im Großen Redoutensaal in der Wiener Hofburg unter der Leitung von Otto Nicolai (1810–1849) statt. Mitorganisator war Alfred Julius Becher. Die Musiker waren Mitglieder des Orchesters der k.k. Hofoper (im Kärntnertortheater) in Wien, wo sich zum ersten Mal Berufsmusiker zu einem Konzertorchester von Bestand zusammenschlossen.
Nachdem Otto Nicolai Wien 1847 verlassen hatte, fanden bis 1860 nur zehn Konzerte statt. Als nächstes bedeutendes Datum in der Orchestergeschichte ist der 15. Jänner 1860 zu nennen, als der damalige Hofoperndirektor Karl Anton Eckert das erste Abonnementkonzert der Wiener Philharmoniker im Kärntnertortheater dirigierte. Bis 1903 und von 1908 bis 1933 wählten die Musiker jeweils einen Dirigenten für die Abonnementkonzerte einer Saison aus. Zwischen 1903 und 1908 und seit 1933 dirigierten und dirigieren Gastdirigenten.
Zu den bedeutendsten Abonnementdirigenten zählt Otto Dessoff, der zwischen 1860 und 1875 das Repertoire erweiterte und für administrative Änderungen sorgte, darunter 1870 für die Wahl des neu errichteten „Goldenen Saales“ der 1812 gegründeten Gesellschaft der Musikfreunde in Wien, der bis heute die wichtigste Wirkungsstätte des Orchesters ist.
Besonderes Ansehen erlangte das Orchester unter dem Dirigenten Hans Richter (Abonnementdirigent von 1883 bis 1898). Die Musiker arbeiteten u. a. mit Johannes Brahms, Anton Bruckner und Richard Wagner zusammen. Als Höhepunkt seiner Ära gelten die Uraufführungen der 2. und 3. Symphonie von Brahms sowie der 8. Symphonie Bruckners.
Auf Richter folgte Gustav Mahler, Abonnementdirigent von 1898 bis 1901. Unter seiner Leitung begann mit dem ersten Auslandsgastspiel zur Pariser Weltausstellung 1900 eine neue Ära. Mit Felix von Weingartner, dem Dirigenten der Abonnementkonzerte von 1908 bis 1927, gastierte das Orchester 1922 und 1923 zweimal mehrere Wochen lang in Südamerika und gab in Brasilien, Uruguay und Argentinien mehr als 80 Konzerte. Es waren die ersten Gastspielreisen eines europäischen Orchesters in Lateinamerika. 1922 spielte das Orchester bei den ersten Opernaufführungen der Salzburger Festspiele.
Als letzte ständige Abonnementdirigenten wirkten Wilhelm Furtwängler (1927 bis 1930) und Clemens Krauss (1930 bis 1933). Zwischen 1906 und 1944 dirigierte Richard Strauss viele Konzerte und war dem Orchester eng verbunden. Von 1933 bis 1937 erregte die Zusammenarbeit mit Arturo Toscanini großes Aufsehen. Eine wesentliche Rolle spielte auch Bruno Walter, der das Orchester erstmals 1907 dirigierte.

### Dirigenten

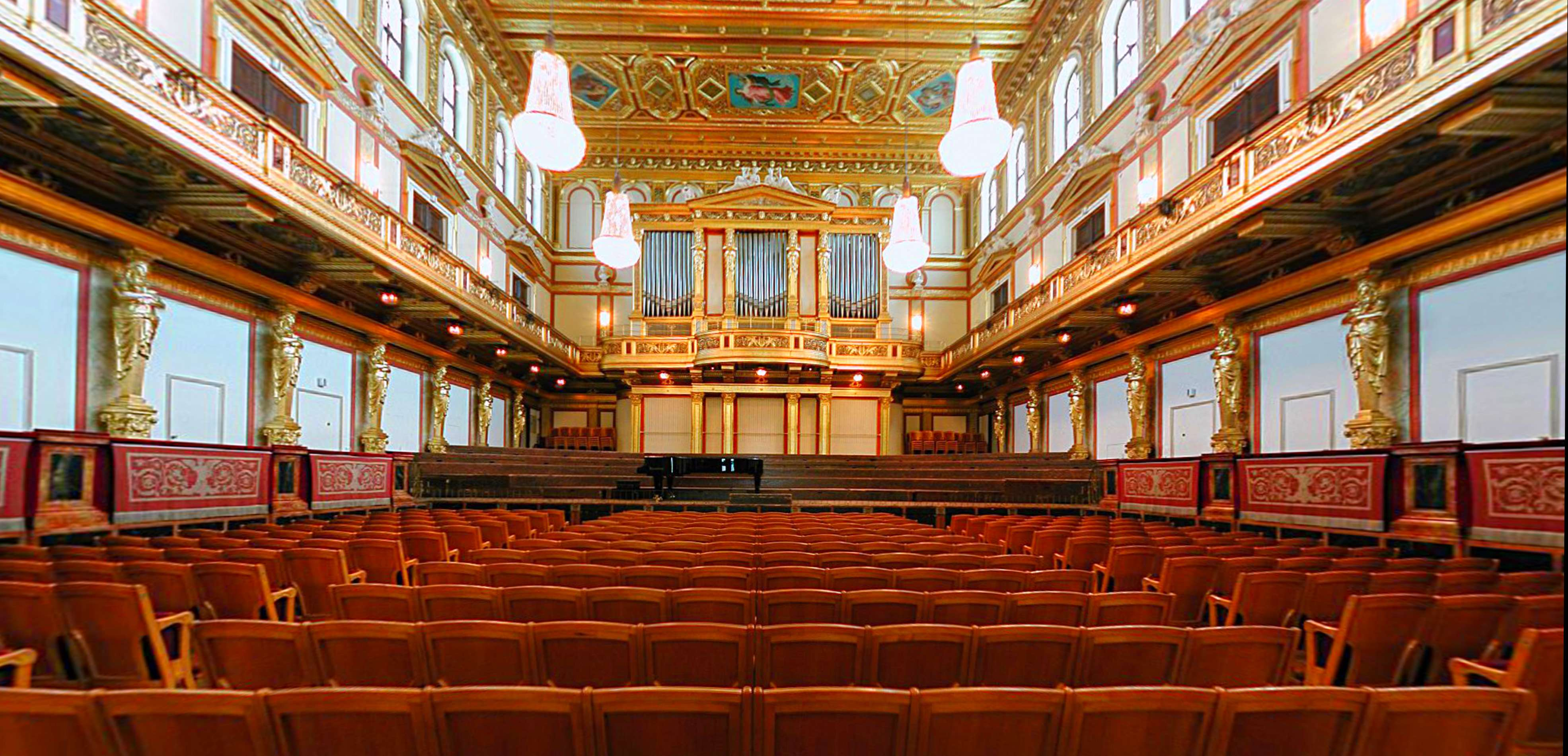
Wiener Musikverein Großer Saal

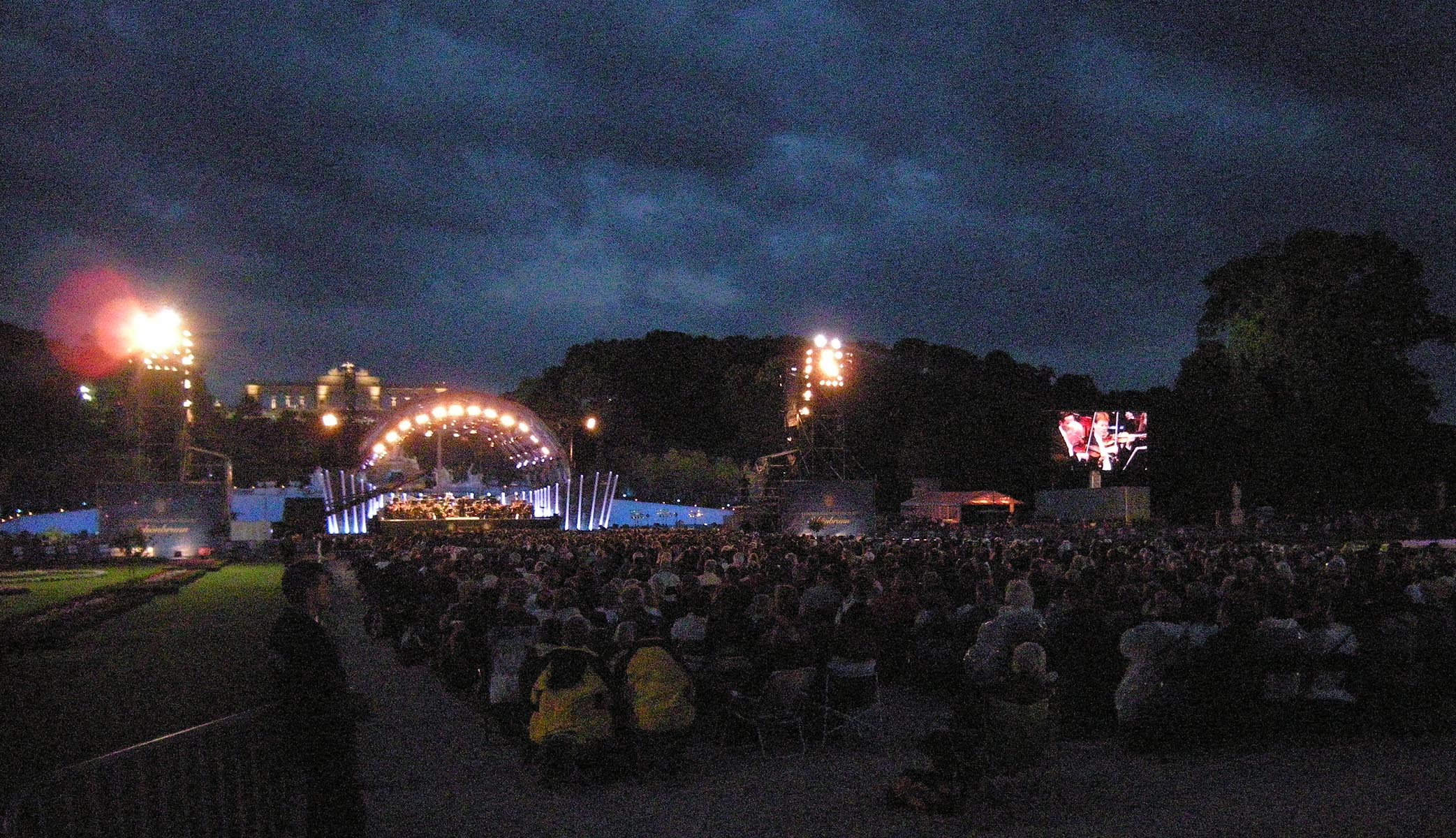
Open-Air-Konzert der Philharmoniker, Schönbrunn 2009

Bis 1933 wählten die Philharmoniker jedes Jahr einen Dirigenten, der in dieser Saison alle Abonnementkonzerte dirigieren sollte, jedoch nicht den Titel „Chefdirigent“ trug. Von diesem System ging man ab, von nun an wurden verschiedene Gastdirigenten für die Konzerte und Tourneen verpflichtet. Eine besondere Beziehung verband das Orchester zwischen 1933 und 1937 mit Arturo Toscanini sowie zwischen 1933 und 1945 und zwischen 1947 und 1954 mit Wilhelm Furtwängler, der bis 1954 als eine Art Hauptdirigent des Orchesters fungierte. Eine wesentliche Rolle spielte auch Bruno Walter, der die Philharmoniker in den 1930er-Jahren dirigierte und in den 1940er-Jahren nach Wien zurückkehrte, um Konzerte mit Werken von Gustav Mahler zu dirigieren, darunter auch Aufnahmen mit der Altistin Kathleen Ferrier sowie ein Mahler-Konzert in der Wiener Staatsoper.
Die Philharmoniker arbeiteten auch mit vielen anderen großen Dirigenten zusammen. Eine besonders lang anhaltende Zusammenarbeit bestand in Salzburg und Wien mit den späteren Ehrendirigenten Karl Böhm und Herbert von Karajan sowie mit dem Ehrenmitglied Leonard Bernstein, der ab 1966 mit dem Orchester konzertierte und mit ihm u. a. erneut das Werk von Mahler erarbeitete. Eine intensive, fallweise konfrontative Zusammenarbeit bestand mit Carlos Kleiber, der die Neujahrskonzerte 1989 und 1992 dirigierte.

### Zeit des Nationalsozialismus
Im Gegensatz zu den Berliner Philharmonikern, wo nur maximal 20 % aller Musiker der NSDAP angehörten, war bei den Wiener Philharmonikern die Anzahl der Parteimitglieder hoch. Bereits vor dem „Anschluss Österreichs“ 1938 waren 25 % der Musiker so genannte „Illegale“, die der Partei beigetreten waren, als sie in Österreich noch verboten war. Bis Kriegsende 1945 stieg die Zahl der Parteimitglieder und Angehöriger parteinaher Organisationen auf fast 50 %. 15 Musiker, darunter Ricardo Odnoposoff, wurden 1938 aus „rassischen Gründen“ oder wegen ihrer politischen Haltung aus dem Orchester entfernt. Sechs jüdische Philharmoniker wurden später in KZs ermordet, ein junger Geiger fiel an der Ostfront.
Nach dem „Anschluss“ verzeichneten die Wiener Philharmoniker nach Oliver Rathkolb massive finanzielle Einbußen. Im Zuge der 2012/2013 vom Orchester in Auftrag gegebenen Forschungen, die von Rathkolb, Bernadette Mayrhofer und Fritz Trümpi vorgenommen wurden, fand man in einem Keller der Staatsoper das Abonnentenbuch: Unter den Abonnenten gab es bis 1938 einen hohen Anteil an jüdischem Bildungsbürgertum. […] ein guter Teil des Publikums und der Mäzene sei dann weggefallen.
1938 entließen die Nationalsozialisten alle jüdischen Künstler aus der Wiener Staatsoper und lösten am 7. Dezember den Verein Wiener Philharmoniker auf. Nach einer Intervention Wilhelm Furtwänglers wurde diese Auflösung einige Tage später von der „Abteilung X Musik“ des Propagandaministeriums zurückgenommen. Am 20. Juli 1939 wurde die neue Form des Vereins nach den Vorgaben von Propagandaminister Joseph Goebbels fixiert: „I. Die Organisation behält ihre Selbständigkeit und wird der Aufsicht des Reichsministers für Volksaufklärung und Propaganda, Berlin, unterstellt. II. Das Vermögen wird freigegeben […] Satzungsänderungen sind vorzunehmen […]“ Der „Vereinsführer“ konnte nicht mehr von den Orchestermitgliedern gewählt werden, sondern wurde im Einvernehmen mit dem Gauleiter von Wien durch Minister Goebbels ernannt. Sämtliche Beschlüsse mussten von Goebbels bestätigt werden, um rechtswirksam zu werden. Weiters mussten auch die „Rechte der arischen Mitglieder“ in neuen Satzungen festgelegt werden. Auch die Dirigenten durften nicht mehr frei gewählt werden. Die Auslandsreisen wurden eingeschränkt; Wiens Reichsstatthalter und Gauleiter Baldur von Schirach gelang es, fast alle Mitglieder vom Militärdienst zu befreien. In diese Zeit fiel auch das erste Neujahrskonzert, das Clemens Krauss am 31. Dezember 1939 dirigierte.
1942 wurde in Wien, Innere Stadt (1. Bezirk), auf Betreiben von Schirach anlässlich des 100-jährigen Bestehens des Orchesters der unmittelbar hinter der Wiener Staatsoper gelegene Teil der Augustinerstraße Philharmonikerstraße benannt. Zum Jubiläum erhielt Reichsminister Arthur Seyß-Inquart, im März 1938 für zwei Tage letzter österreichischer Bundeskanzler und diktatorischer Unterzeichner des „Anschlussgesetzes“, 1946 wegen NS-Verbrechen hingerichtet, den Ehrenring der Wiener Philharmoniker. An der Festsitzung des Orchesters am 31. März 1942 nahm dessen Protektor Schirach teil. Das Orchester bedankte sich bei Schirach für die von ihm veranlassten Festlichkeiten vom 25. März bis 21. April 1942 und für die Ehrungen seiner Mitglieder ebenfalls mit dem Ehrenring der Wiener Philharmoniker. Die Auszeichnungen für Seyß-Inquart, Schirach und vier andere Nationalsozialisten wurden am 23. Oktober 2013 durch einstimmigen Orchesterbeschluss aberkannt.
Der Ehrenring wurde Schirach von US-Amerikanern, die ihn 1945 gefangen nahmen, abgenommen. Wie Schirachs Sohn ohne Nennung des Überbringers mitteilte, habe Schirach später ein weiteres Exemplar des Ehrenrings erhalten. 2012/2013 wurde dazu im Auftrag des Orchesters geklärt, dass mit hoher Wahrscheinlichkeit Helmut Wobisch, illegaler Nationalsozialist, SS-Mann beim Juliputsch 1934, Denunziant, 1945 aus dem Orchester entfernt, aber 1950 wieder aufgenommen und von 1954 bis 1968 Geschäftsführer der Wiener Philharmoniker, dieses Zweitexemplar, ohne dass dazu ein Vereinsbeschluss vorlag, Schirach nach dessen Haftentlassung 1966 übergeben hat.

### Zeit nach 1945
Nur wenige Tage nach Kriegsende nahmen die Wiener Philharmoniker ihre Konzerttätigkeit wieder auf. Am 27. April 1945 spielten sie unter der Leitung von Clemens Krauss das erste Konzert im befreiten Wien im Konzerthaus. Eine Entnazifizierung der Orchestermitglieder fand nie statt, nur vier Musikern war nach Kriegsende wegen ihrer Nazi-Vergangenheit gekündigt worden, weitere sechs schieden durch Pensionierung aus. Die Musiker knüpften an die 1933 begonnene Tradition der Einladung von Gastdirigenten an. Besondere Bedeutung erlangte das Zusammenwirken mit Leonard Bernstein, Karl Böhm und Herbert von Karajan.
Zu den Höhepunkten des Wiener Faschings zählt seit 1924 der von Orchestermitgliedern organisierte Ball der Wiener Philharmoniker im Musikverein, für dessen Eröffnung Richard Strauss die „Wiener Philharmoniker-Fanfare“ komponierte.
Erst seit 1997 können auch Frauen Mitglieder der Philharmoniker werden. Dies ist auch im Vertrag der Philharmoniker mit der Republik Österreich festgehalten: „Grundlage des Vertrages zwischen der Republik Österreich und dem Verein der Wiener Philharmoniker ist, […] dass sich der Verein weiterhin verpflichtet, entsprechend dem bereits am 28. 2. 1997 gefassten Beschluss die absolute Chancengleichheit von Männern und Frauen im Orchester zu wahren.“ Als bis 2006 einzige Philharmonikerin wurde am 27. Februar 1997 die Harfenistin Anna Lelkes aufgenommen. Ende 2012 betrug der Frauenanteil im Orchester rund sechs Prozent. Anfang 2014 waren von 128 aktiven, noch nicht im Ruhestand befindlichen Mitgliedern sieben Mitglieder weiblich, das entsprach einem Frauenanteil von 5,4 Prozent. Mitte 2016 gab es von insgesamt 148 Wiener Philharmonikern elf Frauen, also 7,4 Prozent. Im Februar 2022, also nach 25 Jahren, waren 23 der 144 Positionen (16 Prozent) weiblich besetzt.
Seit 2000 ist im Haus der Musik an der Wiener Seilerstätte das Museum der Wiener Philharmoniker der Öffentlichkeit zugänglich.
Seit 2004 findet bei freiem Eintritt alljährlich das Sommernachtskonzert der Wiener Philharmoniker (anfangs als „Konzert für Europa“) im Schlosspark von Schönbrunn statt. Mittlerweile wird dieses Sommernachtskonzert im Fernsehen in mehr als 60 Länder der Welt übertragen. In Wien besuchen jedes Jahr bis zu 100.000 Menschen das Konzertereignis. Am 31. Mai 2018 gab es sogar 104.500 Besucher.
In der Saison 2012/13 fanden jeweils zwei Abonnementserien mit je zehn Konzerten, darunter das Nicolai-Konzert als Erinnerung an den Gründer, und seit 1999 eine Soiréen-Serie mit sechs bis sieben Konzerten statt. Dazu kommen das Neujahrskonzert (mit drei Aufführungen am 30. und 31. Dezember sowie am 1. Jänner), Gastspiele (mehrmals jährlich Tourneen vorwiegend innerhalb Europas, den USA und Japan) sowie seit 1922 jeden Sommer Konzerte und Opern bei den Salzburger Festspielen, Ton- und DVD-Aufnahmen und zahlreiche Sonder- und Benefizkonzerte (u. a. werden seit 1999 die Einnahmen der Voraufführung des Neujahrskonzerts wohltätigen Organisationen zur Verfügung gestellt).
Nach beträchtlicher Kritik, das Orchester gebe zu historischer Forschung nicht alle Dokumente frei, gaben die Wiener Philharmoniker 2012/13 neue Forschungen zu ihrem Verhalten in der NS-Zeit und danach in Auftrag und publizierten im März 2013 gemeinsam mit dem Forschungsteam Ergebnisse (siehe Abschnitt NS-Zeit).
Mit mehr als 100.000 Euro unterstützten die Wiener Philharmoniker ein Schulprojekt von Amnesty International.
Unter der Patronanz der Wiener Philharmoniker finden alljährlich die Angelika-Prokopp-Sommerakademie der Wiener Philharmoniker sowie das Internationale Orchesterinstitut Attersee statt, in dem junge Musiker von Orchestermitgliedern und Dirigenten den Wiener Klangstil vermittelt bekommen. Ebenso unter dem Ehrenschutz und der Mitwirkung der Wiener Philharmoniker steht das Internationale Musikforum Trenta für den Streichernachwuchs.

## Neujahrskonzert
Das traditionelle Neujahrskonzert der Wiener Philharmoniker findet am 1. Jänner, also am Neujahrstag, statt. Es ist überwiegend den Werken der Strauss-Dynastie gewidmet. Die Strauss-Konzerte am Neujahrstag gibt es seit 1941. Sie hießen „Johann Strauss-Konzert Philharmonische Akademie“; ein Vorläuferkonzert fand am Silvestervormittag 1939 statt. Erst nach dem Krieg erhielten die Konzerte den Namen Neujahrskonzert.
Am 22. April 1873 fand im Rahmen des Wiener Hofopernballs im Musikverein die erste Begegnung der Wiener Philharmoniker mit Johann Strauss Sohn statt. Für diesen Ball komponierte Strauss den Walzer „Wiener Blut“, op. 354. Bis 1878 folgten drei weitere Konzerte, danach gab es bis zum Tod des Komponisten 1899 zwar Kontakte und Zeichen gegenseitiger Wertschätzung, aber keine Aufführungen. Eine Wende brachten die Feiern zum 100. Geburtstag des Komponisten. Am 25. Oktober 1925 dirigierte Felix von Weingartner ein „Strauß-Konzert“. Schon zuvor setzte sich der Walzer „An der schönen blauen Donau“, op. 314 als beliebte Zugabe bei Auslandsreisen durch. Die eigentliche, später durch Tonaufnahmen auch dokumentierte Strauss-Tradition der Wiener Philharmoniker begründete jedoch Clemens Krauss mit einem Konzert am 11. August 1929 im Rahmen der Salzburger Festspiele, wo bis 1933 jeden Sommer ein Strauss-Konzert unter seiner Leitung gegeben wurde.
Das erste Strauss-Konzert zum Jahreswechsel unter Clemens Krauss wurde in der Zeit des Zweiten Weltkriegs als „Außerordentliches Konzert“ mit „Öffentlicher Generalprobe“ am Vormittag des 31. Dezember 1939 bzw. am Nachmittag des 30. Dezember 1939 im „Goldenen Saal“ der Gesellschaft der Musikfreunde in Wien aufgeführt. Das Programm bestand ausschließlich aus Kompositionen von Johann Strauss Sohn.
Das erste Neujahrskonzert am Vormittag des 1. Jänner fand 1941 im Rahmen der „Zweiten Philharmonischen Akademie“ statt. Zur Aufführung gelangten Werke von Josef Strauss und Johann Strauss Sohn. Clemens Krauss leitete das Neujahrskonzert bis 1954. Während der Zeit seines Dirigierverbotes 1946/47 dirigierte Josef Krips, 1946 erscheint erstmals der „Radetzky-Marsch“, op. 228 von Johann Strauss Vater im Programm. Bis heute werden der Walzer „An der schönen blauen Donau“, op. 314 und der „Radetzky-Marsch“, op. 228 als Zugaben am Ende des Neujahrskonzerts gespielt.
Nach dem plötzlichen Tod von Clemens Krauss entschieden sich die Wiener Philharmoniker für ihren Konzertmeister Willi Boskovsky als Nachfolger. Von 1955 bis 1979 leitete er das Neujahrskonzert. Der Tradition von Johann Strauss folgend, griff er immer wieder auch zur Geige. Auf Boskovsky folgte von 1980 bis 1986 Lorin Maazel (auch 1994, 1996, 1999, 2005) als Dirigent der Neujahrskonzerte. Seither wird der Dirigent von den Wiener Philharmonikern jährlich gewählt. Es handelt sich um dem Orchester eng verbundene Dirigenten wie Claudio Abbado, Nikolaus Harnoncourt, Mariss Jansons, Herbert von Karajan, Carlos Kleiber, Zubin Mehta, Riccardo Muti, Seiji Ozawa und Franz Welser-Möst.
Beim Neujahrskonzert der Wiener Philharmoniker 1992 wurde der Gründung der Wiener Philharmoniker durch Otto Nicolai gedacht, als Auftakt wurde die Ouvertüre aus Die lustigen Weiber von Windsor gespielt.
Unter Boskovsky übertrug das Österreichische Fernsehen das Konzert 1959 erstmals live. Das Konzert wird im blumengeschmückten „Goldenen Saal“ der Gesellschaft der Musikfreunde in Wien vom ORF in mehr als 70 Länder übertragen und erreicht durchschnittlich alljährlich mehr als 40 Millionen Zuseher. In die Fernsehübertragung sind auch Balletteinlagen und Filme zu einzelnen Werken integriert. Hohe Verkaufszahlen erreichen die Aufnahmen auf CD und DVD, die wenige Tage nach dem Konzert erscheinen. Die DVD des Neujahrskonzerts übersteigt die Verkäufe sehr gut laufender Opern-DVDs bis zum 10-Fachen (Angaben: Universal Music Austria, 2006). Bei einer Online-Umfrage des ORF 2006 wurde das Neujahrskonzert der Wiener Philharmoniker zum beliebtesten Nationalsymbol Österreichs gewählt.
Das Neujahrskonzert 2021 fand aufgrund der Coronapandemie erstmals ohne Publikum statt.

## Organisation
Die Wiener Philharmoniker sind als privater Verein organisiert. Sie setzen sich aus Mitgliedern des Orchesters der Wiener Staatsoper zusammen. Die Statuten des Vereins besagen, dass ein Musiker mindestens drei Jahre im Staatsopernorchester gespielt haben muss, bevor er die Aufnahme in den Verein beantragen kann.
Seit ihrer Gründung sind die Wiener Philharmoniker somit sowohl als Opern- als auch als Konzertorchester tätig. Die Symbiose sichert den Musikern als Angestellte der Wiener Staatsoper ein fixes Einkommen, wodurch die Unabhängigkeit der Wiener Philharmoniker als Konzertunternehmer gesichert wird. Die Wiener Staatsoper wiederum profitiert von der Qualität, die durch viele zusätzlich zum Opernbetrieb abgehaltene Proben gewahrt bleibt.
Die Mitglieder der Wiener Philharmoniker sind nicht nur für die Auswahl der Programme, Dirigenten und Solisten, sondern auch für die Organisation, den Kartenverkauf und die Finanzverwaltung verantwortlich. Alle Entscheidungen werden in Versammlungen nach demokratischen Prinzipien getroffen, wobei die täglichen Geschäfte von einem 12-köpfigen, von der Versammlung aller Orchestermitglieder gewählten Komitee erledigt werden.
Die Hauptversammlung aller Mitglieder wählt im Abstand von vier Jahren ein Komitee, das die Alltagsarbeiten wie Konzert- und Reiseplanungen, Kartenverkauf, Ballorganisation, Archivarbeiten und Finanzverwaltung übernimmt.

### Vorstände (Auswahl)
- 1899 bis 1903: Franz Simandl[28]
- 1923 bis 1932: Alexander Wunderer[29]
- 1932 bis 1933: Karl Hawranek[30]
- ab 1932: Hugo Burghauser[31]
- 1939 bis 1945: Wilhelm Jerger[32]
- 1945 bis 1946: Friedrich Sedlak[33]
- 1946 bis 1947: Gottfried Freiberg[34]
- 1947 bis 1953: Rudolf Hanzl[35][36][37]

- 1958 bis 1966: Otto Strasser[38]
- 1966 bis 1969: Walter Barylli
- 1978 bis 1987: Alfred Altenburger[39]
- 1987 bis 1997: Werner Resel[40]
- 1997 bis 2014: Clemens Hellsberg
- 2014 bis 31. August 2017: Andreas Großbauer
- seit 1. September 2017: Daniel Froschauer[41]

## Klang
Die Philharmoniker sind bis heute Modell für den sogenannten Wiener Klangstil: Das Instrumentarium von Bläsern und Schlagwerk der Wiener Philharmoniker unterscheidet sich von dem anderer großer Orchester, was zu einem deutlich anderen Klang führt. Die Streichergruppen verwenden gängige Instrumente, pflegen aber traditionell ein besonderes Klangideal, das den neuen Mitgliedern jeweils von den erfahreneren Spielern vertraut gemacht und auch als „Wiener Streicherklang“ bezeichnet wird. Die internationale Entwicklung während des 19. Jahrhunderts hin zu immer größerem Klangvolumen fand hier nicht in diesem Ausmaß statt.
So blasen die Hornisten auf einem einfachen F-Horn mit Pumpventilen und aufgesetztem kreisrund gebogenem Mundrohr, dem Wiener Horn. Die Wiener Philharmoniker sind weltweit das einzige Orchester, bei dem alle Hornisten das Wiener Horn beherrschen, während in anderen Wiener Orchestern nur ein Teil der Instrumentalisten dieses Instrument beherrscht und sich in praktisch allen übrigen Orchestern das F/B-Doppelhorn durchsetzte. Auch in anderen Stimmgruppen werden spezielle, sonst nicht verwendete Instrumente eingesetzt, so bei der Klarinette (Sonderheiten gegenüber der deutschen Klarinette hinsichtlich Bohrungsdurchmesser, Mundstück und Rohrblättern), dem Fagott, der Posaune und der Trompete. Bemerkenswert ist der Einsatz der Wiener F-Tuba und der Wiener Oboe. Alle Fellinstrumente sind mit Ziegenpergament bespannt, Kunststofffelle werden nicht verwendet. Bei der Wiener Pauke wird der bewegliche Kessel gegen das Fell gedrückt.
Der Klang des Orchesters wird dadurch im historischen Sinn authentischer. Das Orchester nähert sich dem Klang der Wiener Klassik und der Wiener Schule mehr an als andere moderne Orchester.

## Dirigenten

### Philharmonische Academie 1842–1860
- Otto Nicolai (1842–1847)

### Abonnementdirigenten 1860–1933
(jährlich gewählt für alle Konzertdirigate einer Saison)
- Karl Anton Eckert (1860)
- Felix Otto Dessoff (1860–1875)
- Hans Richter (1875–1882)
- Wilhelm Jahn (1882–1883)
- Hans Richter (1883–1898)
- Gustav Mahler (1898–1901)
- Joseph Hellmesberger junior (1901–1903)
- Felix Weingartner, Edler von Münzberg (1908–1927)
- Wilhelm Furtwängler (1927–1930)
- Clemens Krauss (1929–1933)

### Gastdirigenten 1933–1945
- Arturo Toscanini
- Clemens Krauss
- Bruno Walter
- Hans Knappertsbusch
- Willem Mengelberg
- Karl Böhm
- John Barbirolli

### Gastdirigenten 1945–1992 mit einigen Nachträgen
| Name                    | Anzahl der dirigierten Abonnementkonzerte | Jahr des ersten und letzten Auftritts im Zyklus |
| ----------------------- | ----------------------------------------- | ----------------------------------------------- |
| Karl Böhm               | 57                                        | 1952–1980                                       |
| Claudio Abbado          | 41                                        | 1967–2014                                       |
| Zubin Mehta             | 29 +                                      | 1964–                                           |
| Lorin Maazel            | 28                                        | 1962–20??                                       |
| Hans Knappertsbusch     | 26                                        | 1947–1964                                       |
| Wilhelm Furtwängler     | 22                                        | 1947–1954                                       |
| Herbert von Karajan     | 18                                        | 1946–1985                                       |
| Otto Klemperer          |                                           | 1959–1968                                       |
| Clemens Krauss          | 14                                        | 1947–1954                                       |
| André Previn            | 14 +                                      | 1978–                                           |
| Leonard Bernstein       | 13                                        | 1966–1988                                       |
| Christoph von Dohnányi  | 13 +                                      | 1975–                                           |
| Bernard Haitink         | 12 +                                      | 1972–                                           |
| Rafael Kubelík          | 11                                        | 1954–1971                                       |
| Mario Rossi             | 10                                        | 1953–1963                                       |
| Horst Stein             | 10                                        | 1970–2008                                       |
| Carlos Kleiber          | 09                                        | 1974–1994                                       |
| James Levine            | 09 +                                      | 1982–                                           |
| Riccardo Muti           | 09 +                                      | 1975–                                           |
| Carl Schuricht          | 08                                        | 1956–1965                                       |
| Sir Georg Solti         | 08                                        | 1961–1997                                       |
| Carlo Maria Giulini     | 07                                        | 1984–2005                                       |
| Erich Leinsdorf         | 07                                        | 1947–1993                                       |
| Dimitri Mitropoulos     | 07                                        | 1956–1960                                       |
| André Cluytens          | 05                                        | 1955–1958                                       |
| Eugene Ormandy          | 05                                        | 1956–1969                                       |
| George Szell            | 05                                        | 1966–1968                                       |
| Volkmar Andreae         | 04                                        | 1947–1949                                       |
| Josef Krips             | 04                                        | 1945–1947                                       |
| Václav Neumann          | 04                                        | 1987–1995                                       |
| Sir Charles Mackerras   | 04                                        | 1979–2008                                       |
| Seiji Ozawa             | 04 +                                      | 1990–                                           |
| Mariss Jansons          | 05 +                                      |                                                 |
| Christian Thielemann    | 04 +                                      |                                                 |
| Eugen Jochum            | 03                                        | 1972–1982                                       |
| István Kertész          | 03                                        | 1964–1972                                       |
| Sir Colin Davis         | 02 +                                      | 1988–                                           |
| Werner Egk              | 02                                        | 1962–1971                                       |
| Franz Welser-Möst       | 03                                        | 2011–2023                                       |
| Hiroyuki Iwaki          | 02                                        | 1977–1978                                       |
| Karl Krueger            | 02                                        | 1946                                            |
| Pierre Monteux          | 02                                        | 1959–1960                                       |
| Rudolf Moralt           | 02                                        | 1945–1947                                       |
| Georges Prêtre          | 02 +                                      | 1963–                                           |
| Daniele Gatti           | 02 +                                      |                                                 |
| Ernest Ansermet         | 01                                        | 1951                                            |
| Sir John Barbirolli     | 01                                        | 1967                                            |
| Daniel Barenboim        | 01 +                                      | 1991–                                           |
| Erich Binder            | 01                                        | 1981                                            |
| Boris Blacher           | 01                                        | 1963                                            |
| Fritz Busch             | 01                                        | 1950                                            |
| Riccardo Chailly        | 01                                        | 1980                                            |
| János Ferencsik         | 01                                        | 1982                                            |
| Wolfgang Fortner        | 01                                        | 1969                                            |
| Ferenc Fricsay          | 01                                        | 1961                                            |
| George Georgescu        | 01                                        | 1962                                            |
| Hans Graf               | 01                                        | 1987                                            |
| Leopold Hager           | 01                                        | 1982                                            |
| Nikolaus Harnoncourt    | 01 +                                      | 1984–                                           |
| Anton Heiller           | 01                                        | 1968                                            |
| Paul Hindemith          | 01                                        | 1963                                            |
| Joseph Keilberth        | 01                                        | 1952                                            |
| Aram Chatschaturjan     | 01                                        | 1961                                            |
| Frank Martin            | 01                                        | 1967                                            |
| Carl Melles             | 01                                        | 1970                                            |
| Paul Paray              | 01                                        | 1946                                            |
| Christoph Prick         | 01                                        | 1978                                            |
| Felix Prohaska          | 01                                        | 1945                                            |
| Karl Richter            | 01                                        | 1974                                            |
| Gennadi Roschdestwenski | 01                                        | 1978                                            |
| Wolfgang Sawallisch     | 01                                        | 1986                                            |
| Ulf Schirmer            | 01                                        | 1992                                            |
| Stanislaw Skrowaczewski | 01                                        | 1971                                            |
| Hans Swarowsky          | 01                                        | 1970                                            |
| Alfred Uhl              | 01                                        | 1966                                            |
| Bruno Walter            | 01                                        | 1955                                            |
| Giuseppe Sinopoli       | 01 +                                      |                                                 |
| Pierre Boulez           | 01                                        |                                                 |
| John Eliot Gardiner     | 01                                        |                                                 |
| Sir Roger Norrington    | 01                                        |                                                 |
| Marcello Viotti         | 01                                        |                                                 |
| Leopold Stokowski       | 01                                        |                                                 |
| Gustavo Dudamel         | 01 +                                      |                                                 |

## Konzertabonnements
Für bestimmte Abonnements, um sich regelmäßig Konzerte der Philharmoniker anzuhören, muss man sich jährlich als Interessent melden, um auf der Warteliste nicht zurückgereiht zu werden. So wartet man bis zu 14 Jahre auf den Erhalt des Abos, das nicht automatisch den Erben zuteilwird. Einzelne Karten dürfen weitergegeben oder zum Restkartenverkauf zurückgegeben werden.

## Auszeichnungen und Ehrungen
Die Wiener Philharmoniker wurden für ihre Tätigkeiten vielfach ausgezeichnet, darunter mit Ehrenmitgliedschaften in vielen Organisationen.
Die Republik Österreich ehrte 1988 das Orchester mit der Herausgabe des Wiener Philharmonikers, der ersten und überaus begehrten Goldbarrenmünze Europas.
Die österreichische Fluggesellschaft Austrian Airlines betrieb 2006/2007 einen Airbus A340-313X unter dem Namen Philharmoniker mit einer Sonderlackierung, die typische Instrumente des Orchesters und die gleichnamige Goldmünze zeigt.
2014 wurden die Wiener Philharmoniker mit dem Birgit-Nilsson-Preis und dem Herbert-von-Karajan-Musikpreis ausgezeichnet. 2021 wurde den Philharmonikern der Österreichische Musiktheaterpreis in der Kategorie Bestes Orchester zuerkannt.
Für die Aufnahme der Klavierkonzerte von Johannes Brahms (op. 116–119) mit Igor Levit unter der Leitung von Christian Thielemann wurde ihnen 2025 der Opus-Klassik-Preis für die Konzerteinspielung des Jahres zuerkannt.

## Chartplatzierungen

### Alben
| Jahr | Titel                                                    | Höchstplatzierung, Gesamtwochen, AuszeichnungChartplatzierungen (Jahr, Titel, Platzierungen, Wochen, Auszeichnungen, Anmerkungen) | Höchstplatzierung, Gesamtwochen, AuszeichnungChartplatzierungen (Jahr, Titel, Platzierungen, Wochen, Auszeichnungen, Anmerkungen) | Höchstplatzierung, Gesamtwochen, AuszeichnungChartplatzierungen (Jahr, Titel, Platzierungen, Wochen, Auszeichnungen, Anmerkungen) | Höchstplatzierung, Gesamtwochen, AuszeichnungChartplatzierungen (Jahr, Titel, Platzierungen, Wochen, Auszeichnungen, Anmerkungen) | Anmerkungen |
| Jahr | Titel                                                    | DE | AT | CH | UK | Anmerkungen |
| ---- | -------------------------------------------------------- | --- | --- | --- | --- | --- |
| 1964 | Das Neujahrskonzert                                      | DE13 (2 Wo.)DE | — | — | — | Wiener Philharmoniker / Willi Boskovsky |
| 1972 | Spartacus                                                | — | — | — | UK16 (15 Wo.)UK | Aram Chatschaturjan / Vienna Philharmonic Orchestra |
| 1981 | Der Jahrhundert-Ball                                     | DE4 (10 Wo.)DE | — | — | — | |
| 1992 | Strauß – Musik einer Dynastie                            | — | AT18 (5 Wo.)AT | — | — | Wiener Philharmoniker / Willi Boskovsky |
| 1993 | Carmen-Fantasie                                          | DE37 (10 Wo.)DE | — | — | — | Anne-Sophie Mutter / James Levine / Wiener Philharmoniker |
| 1996 | Neujahrskonzert 1996                                     | — | AT3 Gold · (16 Wo.)AT | — | — | Wiener Philharmoniker / Lorin Maazel Verkäufe: + 25.000 |
| 1997 | Neujahrskonzert 1997                                     | — | AT7 Gold · (12 Wo.)AT | — | — | Wiener Philharmoniker / Riccardo Muti Verkäufe: + 25.000 |
| 1998 | Neujahrskonzert 1998                                     | — | AT15 Gold · (9 Wo.)AT | — | — | Wiener Philharmoniker / Zubin Mehta Verkäufe: + 25.000 |
| 1999 | Neujahrskonzert / New Year’s Concert 1999                | DE33 (6 Wo.)DE | AT4 Gold · (11 Wo.)AT | — | — | Wiener Philharmoniker / Lorin Maazel Verkäufe: + 25.000 |
| 2000 | New Year’s Concert 2000                                  | DE52 (3 Wo.)DE | AT8 Platin · (11 Wo.)AT | — | — | Wiener Philharmoniker / Riccardo Muti Verkäufe: + 50.000 |
| 2001 | Neujahrskonzert 2001                                     | DE45 (4 Wo.)DE | AT1 ×2Doppelplatin · (38 Wo.)AT                                                                                                   | — | — | Wiener Philharmoniker / Nikolaus Harnoncourt Verkäufe: + 80.000 |
| 2002 | Neujahrskonzert 2002                                     | DE37 (4 Wo.)DE | AT1 ×2Doppelplatin · (37 Wo.)AT                                                                                                   | — | — | Wiener Philharmoniker / Seiji Ozawa Verkäufe: + 60.000 |
| 2002 | Best of Neujahrskonzert                                  | — | AT25 Gold · (8 Wo.)AT | — | — | Verkäufe: + 20.000 |
| 2003 | Neujahrskonzert 2003                                     | DE41 (3 Wo.)DE | AT1 ×3Dreifachplatin · (26 Wo.)AT                                                                                                 | — | — | Wiener Philharmoniker / Nikolaus Harnoncourt Verkäufe: + 90.000 |
| 2003 | Opera Arias                                              | DE56 Gold · (21 Wo.)DE | AT40 (4 Wo.)AT | — | — | Anna Netrebko / Wiener Philharmoniker / Noseda Verkäufe: + 100.000 |
| 2004 | Best of Neujahrskonzert 2                                | — | AT51 (4 Wo.)AT | — | — | |
| 2004 | Neujahrskonzert 2004                                     | DE59 (4 Wo.)DE | AT1 ×2Doppelplatin · (22 Wo.)AT                                                                                                   | — | — | Wiener Philharmoniker / Riccardo Muti Verkäufe: + 60.000 |
| 2004 | Konzert für Europa – The Schönbrunn Concert              | — | AT19 Gold · (10 Wo.)AT | — | — | Wiener Philharmoniker / Bobby McFerrin Verkäufe: + 15.000 |
| 2005 | Neujahrskonzert 2005                                     | DE44 (3 Wo.)DE | AT1 (22 Wo.)AT | — | — | Wiener Philharmoniker / Lorin Maazel |
| 2006 | Neujahrskonzert 2006                                     | DE23 (5 Wo.)DE | AT1 ×2Doppelplatin · (17 Wo.)AT                                                                                                   | — | — | Wiener Philharmoniker / Mariss Jansons Verkäufe: + 60.000 |
| 2007 | Neujahrskonzert 2007                                     | DE40 (4 Wo.)DE | AT1 ×2Doppelplatin · (19 Wo.)AT                                                                                                   | — | — | Wiener Philharmoniker / Zubin Mehta Verkäufe: + 40.000 |
| 2007 | Le nozze di Figaro                                       | — | AT43 (3 Wo.)AT | — | — | Ildebrando D’Arcangelo / Anna Netrebko / Bo Skovhus / Dorothea Röschmann / Christine Schäfer / Konzertvereinigung Wiener Staatsopernchor / Wiener Philharmoniker / Nikolaus Harnoncourt |
| 2008 | Neujahrskonzert 2008                                     | DE25 (4 Wo.)DE | AT1 ×2Doppelplatin · (23 Wo.)AT                                                                                                   | CH28 (3 Wo.)CH | — | Wiener Philharmoniker / Georges Prêtre Verkäufe: + 40.000 |
| 2008 | Karajan Gold                                             | DE31 (6 Wo.)DE | AT49 (2 Wo.)AT | — | — | Herbert von Karajan / Berliner Philharmoniker / Wiener Philharmoniker |
| 2008 | Sommernachtskonzert Schönbrunn                           | — | AT27 (1 Wo.)AT | — | — | Georges Prêtre / Wiener Philharmoniker |
| 2008 | Chopin – The Piano Concertos                             | DE86 (4 Wo.)DE | — | — | — | Lang Lang / Wiener Philharmoniker / Zubin Mehta |
| 2009 | Neujahrskonzert 2009                                     | DE35 (5 Wo.)DE | AT1 ×2Doppelplatin · (21 Wo.)AT                                                                                                   | CH37 (3 Wo.)CH | — | Wiener Philharmoniker / Daniel Barenboim Verkäufe: + 40.000 |
| 2009 | Sommernachtskonzert Schönbrunn 2009                      | — | AT43 (3 Wo.)AT | — | — | Wiener Philharmoniker / Daniel Barenboim |
| 2010 | Neujahrskonzert 2010                                     | DE29 (5 Wo.)DE | AT1 (30 Wo.)AT | — | — | Wiener Philharmoniker / Georges Prêtre |
| 2010 | Summer Night Concert Schönbrunn 2010                     | — | AT27 (3 Wo.)AT | — | — | Wiener Philharmoniker / Franz Welser-Möst |
| 2011 | Neujahrskonzert 2011                                     | DE29 (3 Wo.)DE | AT1 ×2Doppelplatin · (27 Wo.)AT                                                                                                   | CH31 (3 Wo.)CH | — | Wiener Philharmoniker / Franz Welser-Möst Verkäufe: + 40.000 |
| 2011 | Faszination Klang                                        | — | AT2 (6 Wo.)AT | — | — | |
| 2011 | Summer Night Concert Schönbrunn 2011 – Virtuoso Pictures | — | AT42 (2 Wo.)AT | — | — | Benjamin Schmid / Wiener Philharmoniker / Valery Gergiev |
| 2012 | Faszination Klang – Vol. 2                               | — | AT27 (3 Wo.)AT | — | — | |
| 2012 | Neujahrskonzert 2012                                     | DE12 (5 Wo.)DE | AT1 ×2Doppelplatin · (28 Wo.)AT                                                                                                   | — | — | Wiener Philharmoniker / Mariss Jansons Verkäufe: + 40.000 |
| 2012 | Dances And Waves – Schönbrunn 2012 Summer Night Concert  | — | AT37 (1 Wo.)AT | — | — | Wiener Philharmoniker / Gustavo Dudamel |
| 2013 | New Year’s Concert 2013 / Neujahrskonzert 2013           | DE37 (5 Wo.)DE | AT1 Platin · (24 Wo.)AT | CH24 (4 Wo.)CH | — | Wiener Philharmoniker / Franz Welser-Möst Verkäufe: + 15.000 |
| 2013 | Sommernachtskonzert / Summer Night Concert 2013          | — | AT15 (4 Wo.)AT | — | — | Wiener Philharmoniker / Lorin Maazel / Michael Schade |
| 2013 | Brahms: The Piano Concertos                              | — | — | CH98 (1 Wo.)CH | — | Hélène Grimaud / Symphonieorchester des Bayerischen Rundfunks / Wiener Philharmoniker / Andris Nelsons                                                                                  |
| 2014 | Neujahrskonzert 2014 / New Year’s Concert 2014           | DE12 (7 Wo.)DE | AT1 ×2Doppelplatin · (22 Wo.)AT                                                                                                   | CH9 (4 Wo.)CH | — | Daniel Barenboim / Wiener Philharmoniker Verkäufe: + 30.000 |
| 2014 | Sommernachtskonzert 2014 – Summer Night Concert          | — | AT16 (3 Wo.)AT | — | — | Wiener Philharmoniker / Christoph Eschenbach / Lang Lang |
| 2014 | The Mozart Album                                         | DE33 (12 Wo.)DE | AT11 Platin · (12 Wo.)AT | CH49 (7 Wo.)CH | — | Lang Lang / Wiener Philharmoniker / Nikolaus Harnoncourt Verkäufe: + 15.000 |
| 2015 | Neujahrskonzert 2015 – New Year’s Concert                | DE22 (5 Wo.)DE | AT1 ×2Doppelplatin · (25 Wo.)AT                                                                                                   | — | — | Zubin Mehta / Wiener Philharmoniker Verkäufe: + 30.000 |
| 2015 | Sommernachtskonzert 2015 – Summer Night Concert          | — | AT31 (2 Wo.)AT | — | — | Wiener Philharmoniker / Zubin Mehta / Rudolf Buchbinder |
| 2016 | New Year’s Concert – The Complete Works                  | — | AT71 (1 Wo.)AT | — | — | |
| 2016 | Neujahrskonzert 2016 – New Year’s Concert                | DE10 (6 Wo.)DE | AT1 ×2Doppelplatin · (27 Wo.)AT                                                                                                   | CH8 (6 Wo.)CH | — | Mariss Jansons / Wiener Philharmoniker Verkäufe: + 30.000 |
| 2016 | Sommernachtskonzert 2016 / Summer Night Concert          | — | AT8 (4 Wo.)AT | — | — | |
| 2017 | New Year’s Concert 2017 – Neujahrskonzert                | DE13 (6 Wo.)DE | AT1 ×2Doppelplatin · (23 Wo.)AT                                                                                                   | — | — | Wiener Philharmoniker / Gustavo Dudamel Verkäufe: + 30.000 |
| 2017 | Mahler: Das Lied von der Erde                            | — | AT43 (1 Wo.)AT | CH88 (1 Wo.)CH | — | Jonas Kaufmann / Wiener Philharmoniker / Jonathan Nott |
| 2017 | Sommernachtskonzert 2017 – Summer Night Concert          | — | AT8 (1 Wo.)AT | — | — | Wiener Philharmoniker / Christoph Eschenbach / Renée Fleming |
| 2018 | Neujahrskonzert 2018 – New Year’s Concert                | DE13 (5 Wo.)DE | AT1 ×2Doppelplatin · (26 Wo.)AT                                                                                                   | — | — | Wiener Philharmoniker / Riccardo Muti Verkäufe: + 30.000 |
| 2018 | Sommernachtskonzert 2018 – Summer Night Concert          | — | AT3 (4 Wo.)AT | — | — | Wiener Philharmoniker / Valery Gergiev / Anna Netrebko |
| 2019 | Neujahrskonzert 2019 – New Year’s Concert 2019           | DE13 (7 Wo.)DE | AT1 (16 Wo.)AT | CH3 (7 Wo.)CH | — | Wiener Philharmoniker / Christian Thielemann |
| 2019 | Sommernachtskonzert 2019                                 | — | AT15 (2 Wo.)AT | — | — | Wiener Philharmoniker / Gustavo Dudamel / Yuja Wang |
| 2020 | Neujahrskonzert 2020 – New Year’s Concert 2020           | DE10 (5 Wo.)DE | AT1 Platin · (9 Wo.)AT | CH4 (5 Wo.)CH | — | Wiener Philharmoniker / Andris Nelsons Verkäufe: + 15.000 |
| 2020 | John Williams in Vienna                                  | DE6 Gold (Classical) · (18 Wo.)DE                                                                                                 | AT6 (13 Wo.)AT | CH13 (2 Wo.)CH | — | mit Anne-Sophie Mutter & John Williams Verkäufe: + 30.000 |
| 2020 | Sommernachtskonzert 2020                                 | — | AT13 (1 Wo.)AT | — | — | mit Jonas Kaufmann & Valery Gergiev |
| 2021 | Neujahrskonzert 2021 – New Year’s Concert 2021           | DE4 (4 Wo.)DE | AT1 Platin · (10 Wo.)AT | CH3 (9 Wo.)CH | — | Wiener Philharmoniker / Riccardo Muti Verkäufe: + 15.000 |
| 2021 | Sommernachtskonzert 2021                                 | — | AT8 (1 Wo.)AT | — | — | mit Daniel Harding & Igor Levit |
| 2022 | Neujahrskonzert 2022 – New Year’s Concert 2022           | DE8 (4 Wo.)DE | AT1 (9 Wo.)AT | CH3 (4 Wo.)CH | — | Wiener Philharmoniker / Daniel Barenboim |
| 2022 | Sommernachtskonzert 2022                                 | — | AT8 (1 Wo.)AT | — | — | mit Andris Nelsons & Gautier Capuçon |
| 2023 | Neujahrskonzert 2023 – New Year’s Concert 2023           | DE10 (3 Wo.)DE | AT1 Gold · (10 Wo.)AT | CH5 (5 Wo.)CH | — | Wiener Philharmoniker / Franz Welser-Möst Verkäufe: + 7.500 |
| 2023 | Sommernachtskonzert 2023                                 | — | AT34 (1 Wo.)AT | — | — | mit Elīna Garanča; Leitung Yannick Nézet-Séguin |
| 2023 | Mozart: Piano Concertos Nos. 25 & 27                     | DE74 (1 Wo.)DE | — | — | — | mit Claudio Abbado & Friedrich Gulda |
| 2024 | Neujahrskonzert 2024 – New Year’s Concert 2024           | DE12 (2 Wo.)DE | AT1 Gold · (8 Wo.)AT | CH6 (2 Wo.)CH | — | Wiener Philharmoniker / Christian Thielemann Verkäufe: + 7.500 |
| 2024 | Sommernachtskonzert Schönbrunn 2024                      | — | AT6 (1 Wo.)AT | — | — | mit Andris Nelsons & Lise Davidsen |
| 2024 | Brahms                                                   | DE52 (1 Wo.)DE | AT30 (1 Wo.)AT | CH85 (1 Wo.)CH | — | mit Igor Levit & Christian Thielemann |
| 2024 | Mozart: Piano Concertos Nos. 20 & 21                     | DE53 (1 Wo.)DE | — | — | — | mit Friedrich Gulda & Claudio Abbado |
| 2025 | Neujahrskonzert 2025 – New Year’s Concert 2025           | DE16 (2 Wo.)DE | AT1 (12 Wo.)AT | CH7 (3 Wo.)CH | — | Wiener Philharmoniker / Riccardo Muti |
| 2025 | Mozart: Requiem                                          | DE56 (1 Wo.)DE | — | — | — | mit Karl Böhm |
| 2025 | Sommernachtskonzert Schönbrunn 2025                      | — | AT44 (2 Wo.)AT | — | — | mit Tugan Sokhiev, Piotr Beczala & Wiener Sängerknaben |

grau schraffiert: keine Chartdaten aus diesem Jahr verfügbar

### Singles
| Jahr | Titel Album                                                    | Höchstplatzierung, Gesamtwochen, AuszeichnungChartplatzierungen (Jahr, Titel, Album, Platzierungen, Wochen, Auszeichnungen, Anmerkungen) | Höchstplatzierung, Gesamtwochen, AuszeichnungChartplatzierungen (Jahr, Titel, Album, Platzierungen, Wochen, Auszeichnungen, Anmerkungen) | Höchstplatzierung, Gesamtwochen, AuszeichnungChartplatzierungen (Jahr, Titel, Album, Platzierungen, Wochen, Auszeichnungen, Anmerkungen) | Höchstplatzierung, Gesamtwochen, AuszeichnungChartplatzierungen (Jahr, Titel, Album, Platzierungen, Wochen, Auszeichnungen, Anmerkungen) | Anmerkungen                            |
| Jahr | Titel Album                                                    | DE | AT | CH | UK | Anmerkungen                            |
| ---- | -------------------------------------------------------------- | --- | --- | --- | --- | -------------------------------------- |
| 1971 | Theme from The Onedin Line                                     | — | — | — | UK15 (14 Wo.)UK |                                        |
| 2011 | Johann Strauss II: An der schönen blauen Donau. Walzer, op.314 | — | AT57 (1 Wo.)AT | — | — | Wiener Philharmoniker / Georges Prêtre |

## Auszeichnungen für Musikverkäufe
| Goldene Schallplatte - Deutschland - 1999: für das Album Vivaldi: Die vier Jahreszeiten - Niederlande - 1978: für das Album De beroemdste muziek van de familie Strauss - Österreich - 1993: für das Album Neujahrskonzert 1993 - 1996: für das Album Neujahrskonzert 1994 - 1999: für das Album Vivaldi: Die vier Jahreszeiten - 2000: für das Album Neujahrskonzert 1987 - 2001: für das Videoalbum Neujahrskonzert 2001 - 2004: für das Videoalbum Neujahrskonzert 2004 - 2006: für das Videoalbum Neujahrskonzert 2006 - 2007: für das Videoalbum Neujahrskonzert 2007 - 2008: für das Videoalbum Neujahrskonzert 2008 - 2009: für das Videoalbum Neujahrskonzert 2009 - 2014: für das Videoalbum Neujahrskonzert 2014 - 2015: für das Videoalbum Neujahrskonzert 2015 - 2016: für das Videoalbum Neujahrskonzert 2016 - 2017: für das Videoalbum Neujahrskonzert 2017 - 2018: für das Videoalbum Neujahrskonzert 2018 | Platin-Schallplatte - Niederlande - 1978: für das Album Strauss concert in Wenen - Österreich - 1990: für das Album Neujahrskonzert in Wien - 2011: für das Videoalbum Neujahrskonzert 2011 - 2012: für das Videoalbum Neujahrskonzert 2012 3× Platin-Schallplatte - Japan - 2002: für das Album Neujahrskonzert 2002 |

Anmerkung: Auszeichnungen in Ländern aus den Charttabellen bzw. Chartboxen sind in ebendiesen zu finden.
| Land/RegionAuszeichnungen für Musikverkäufe (Land/Region, Auszeichnungen, Verkäufe, Quellen) | Gold       | Platin       | Verkäufe  | Quellen           |
| -------------------------------------------------------------------------------------------- | ---------- | ------------ | --------- | ----------------- |
| Deutschland (BVMI)                                                                           | 3× Gold3   | —            | 380.000   | musikindustrie.de |
| Japan (RIAJ)                                                                                 | —          | 3× Platin3   | 600.000   | riaj.or.jp        |
| Niederlande (NVPI)                                                                           | Gold1      | Platin1      | 45.000    | nvpi.nl           |
| Österreich (IFPI)                                                                            | 23× Gold23 | 39× Platin39 | 1.190.000 | ifpi.at           |
| Insgesamt                                                                                    | 27× Gold27 | 43× Platin43 |           |                   |